# 豊富な直線束
代数幾何学では、非常に豊富な直線束(very ample line bundle)は、基礎となる代数多様体や多様体 M から射影空間への埋め込みを行う設定に充分な大域的切断があるバンドルのことを言う。豊富な直線束(ample line bundle)はバンドルのある正のべきが非常に豊富となるときを言う。大域的に生成された層(globally generated sheaves)とは、射影空間への射を定義することに充分な切断を持つ層のことを言う。

## 導入部

### 直線束や超平面因子の逆像
射 {\displaystyle f\ :\ X\to Y} が与えられると、Y 上の任意のベクトルバンドル {\displaystyle {\mathcal {F}}} もしくは、もっと一般的に {\displaystyle {\mathcal {O}}_{Y}} 加群、つまり連接層の中の任意の層は、X へ引き戻すことができる（逆像函手(Inverse image functor)を参照）。この構成は直線束であることの条件を、さらに一般的に言うと、ランクの条件を保存する。
この記事で用いられる記法は、射影空間への射の場合の構成に関係している。
{\displaystyle f:X\to \mathbb {P} ^{N},} and {\displaystyle {\mathcal {F}}={\mathcal {O}}(1)\in \mathrm {Pic} (\mathbb {P} ^{N})},
超平面因子に対応する直線束は、その切断は 1-同次正則函数(regular function)である。射影空間の代数幾何学の因子とツイスト層(en:Algebraic geometry of projective spaces#Divisors and twisting sheaves)を参照。

### 大域切断で生成される層
X をスキーム、または複素多様体とし、F を X 上の層とする。すべての F の茎が ai の芽による構造層の茎の上で加群として生成されているとき、F を大域切断 {\displaystyle a_{i}\in F(X)} により（有限に）生成されると言う。例えば、F が直線束であったとする、つまり局所自由なランク 1であったとすると、このことは有限個の大域切断を持っていることを意味し、X の任意の点 x に対し、x でゼロとならない少なくとも一つの切断が存在することになる。この場合、大域的生成子 a0, ..., an を選択することは、次の射を与える。
{\displaystyle f\colon X\rightarrow \mathbb {P} ^{n},\ x\mapsto [a_{0}(x):\dotsb :a_{n}(x)].}
このときに、引き戻し(pullback) f*(O(1)) は F となる（F が X 上の有理函数の定数層の部分層のときにこの評価が意味を持つことに注意）。この逆のステートメントもまた正しい。そのような射 f が与えられると、O(1) の引き戻しは（X 上の）大域切断により生成される。
もう少し一般的な状況下では、大域切断ではられる層は、局所環付き空間 X の上の層 F で、構造層 OX は単純なタイプの場合である。F をアーベル群の層とすると、次が成立する。A を大域切断のアーベル群、つまり
{\displaystyle A=\Gamma (F,X)}
とすると、任意の X の開集合 U に対し、ρ(A) は OU-加群として F(U) をはる。ここに、
{\displaystyle \rho =\rho _{X,U}}
は、制限写像である。言い換えると、F のすべての切断は、大域切断により局所的に生成される。
そのような例として、代数幾何学での R-加群 M で、R が任意の可換環で、環のスペクトル Spec(R) がある。他の例としては、カルタンの定理 Aに従うと、シュタイン多様体上の任意の連接層は大域切断ではられる。

### 非常に豊富な直線束
基礎となるスキーム S の上にスキーム X が与えられる、もしくは複素多様体が与えられると、直線束（言い換えると、可逆層、つまりランク 1 の局所自由層） L は、埋め込み i : X → PnS が存在し、ある n に対し S 上の n-次元射影空間 PnS 上の標準ツイスト層(standard twisting sheaf) O(1) の引き戻し(pullback)が L と同型
{\displaystyle i^{*}({\mathcal {O}}(1))\cong L}
になる場合に、非常に豊富であるという。
従って、この考えは前の考えの特別な場合であり、すなわち、大域的に生成されていてある大域的生成子により与えられてた射(morphism)が埋め込みになっているときに、非常に豊富という。
X 上に非常に豊富な層 L と連接層 F が与えられると、セールの定理は、（連接層）F ⊗ L⊗n は充分大きな n に対して有限な大域的切断により生成される。翻って、このことは、大域的切断と高次（ザリスキー）層コホモロジー群 
{\displaystyle H^{i}(X,F)}
は有限生成であることを意味する。このことは射影的な状況のきわ立った様子である。例えば、体 k 上のアフィン n-空間 Ank に対し、構造層 O の大域的切断は n 変数の多項式であるので、有限生成な k-ベクトル空間にはならない。一方、Pnk にかんしては、大域的な切断はまさに定数函数であり、1-次元の k-ベクトル空間を形成する。

## 定義
豊富な直線束 L は、非常に豊富な直線束よりも少し弱い条件で、直線束 L が豊富とは、任意の X 上の連接層 F に対し、ある整数 n(F) が存在し、F ⊗ L⊗n がその大域切断で生成される場合を言う。
おそらく少し直感的に、同じ直線束 {\displaystyle {\mathcal {L}}} の豊富さの定義は、ある正の数のテンソルべきを持っていて、それが非常に豊富となる時を言う。言い換えると、{\displaystyle n\gg 0} に対し、射影埋め込み {\displaystyle j:X\to \mathbb {P} ^{N}} が存在し、{\displaystyle {\mathcal {L}}^{\otimes n}=j^{*}({\mathcal {O}}(1))} となる、つまり、n > n(F) に対し、{\displaystyle {\mathcal {L}}^{\otimes n}} の大域切断のゼロ因子が超平面切断となることを言う。
この定義は、基礎となる因子(カルティエ因子) {\displaystyle D} に対して意味を持ち、豊富な {\displaystyle D} は、{\displaystyle nD} が充分に大きな一次系(linear system)の中で動く。そのような因子は、ある意味充分正であるようなすべての因子の中の錐(cone)を形成する。射影空間との関係は、非常に豊富な {\displaystyle L} に対する {\displaystyle D} が、{\displaystyle M} に埋め込まれた超平面切断（ある超平面との交叉）に対応する。
2つの定義の間の同値性は、ジャン＝ピエール・セールの代数的連接層(en:Faisceaux algébriques cohérents)により確立している。

## 直線束の豊富性の判定条件

### 交叉理論
カルティエ因子 D が豊富な直線束に対応していることを実際に決定するために、いくつかの幾何学的な条件がある。
曲線に対しては、因子 D が非常に豊富であることと、A と B が点である場合でも 
l(D) = 2 + l(D − A − B) であることとは同値である。リーマン・ロッホの定理により、少なくとも次数が 2g + 1 であるこの条件を持たす全ての因子は、非常に豊富である。このことは因子が豊富であることと次数が正であることとは同値であることを意味する。次数が 2g − 2 である標準因子が非常に豊富であることと、曲線が超楕円曲線ではないこととは同値である。
中井・モアシェゾンの判定条件(Nakai–Moishezon criterion)(Nakai 1963, Moishezon 1964)は、代数的閉体上の固有スキーム X 上のカルティエ因子 D が豊富であることと、X の任意の整閉な部分スキーム Y に対して、Ddim(Y).Y > 0 であることとは同値であることを言っている。この特別な場合である曲線の場合は、因子が豊富であることと次数が正であることは同値であり、また、ある滑らかな射影的代数曲面 S に対して、中井・モアシェゾンの判定条件は、D が豊富であることと、自己交叉数(self-intersection number) D.D が（ゼロでない）正であることとは同値であることを言っている。従って、任意の S 上の既約曲線 C に対して、D.C > 0 を得る。
クライマンの判定条件(Kleiman condition)は、任意の射影スキーム X に対し、X 上の因子 D が豊富であることと、NE(X)の閉包、つまり、X の曲線の錐(cone of curves)の中で D.C > 0 が任意のゼロでない元 C に対して成り立つことと同値であると言っている。言い換えると、因子が豊富であることと、ネフ因子(nef divisor)によって生成される実円錐の内部にあることとは同値である。
Nagata (1959)はすべての曲線との交叉数が正であるが豊富ではない曲面上の因子を構成した。このことは、条件 D.D > 0 が中井・モアシェゾンの判定条件から省略できなく、クライマンの条件の NE(X) というよりも NE(X) の閉包を使う必要があることを意味している。
Seshadri (1972, Remark 7.1, p. 549) は、完備代数的スキームの上の直線束 L が豊富であることと、ある正の数 ε が存在し、X の中のすべての整な曲線 C に対して 
deg(L|C) ≥ εm(C) となることと同値であることを示した。ここに m(C) は C の点での多重度の最大値である。

### 層コホモロジー
カルタン-セール-グロタンディークの定理は、多様体 {\displaystyle X} 上の直線束 {\displaystyle {\mathcal {L}}} に対し、次の条件は同値であることを言っている。
- {\displaystyle {\mathcal {L}}} が豊富であること
- 充分大きな m に対し、{\displaystyle {\mathcal {L}}^{\otimes m}} は非常に豊富であること
- X 上の任意の連接層 {\displaystyle {\mathcal {F}}} に対し、層 {\displaystyle {\mathcal {F}}\otimes {\mathcal {L}}^{\otimes m}} は、充分大きな m に対し大域切断により生成される。

{\displaystyle X} があるネター環の上に固有であれば、次も同値である。
- X 上の任意の連接層 {\displaystyle {\mathcal {F}}} 対し、充分大きな m では高次コホモロジー {\displaystyle H^{i}(X,{\mathcal {F}}\otimes {\mathcal {L}}^{\otimes m}),\ i\geq 1} はゼロとなる。

## 一般化

### 高次ランクのベクトルバンドル
多様体上の局所自由層（ベクトルバンドル）{\displaystyle F} が豊富とは、{\displaystyle \mathbb {P} (F)} 上の可逆層 {\displaystyle {\mathcal {O}}(1)} が豊富である時を言う。
豊富なベクトルバンドルは、豊富な直線束の多くの性質を引き継いで持っている。

### 大きな直線束
双有理幾何学において重要な一般化には、大きな直線束であるということがある。X 上の直線束 {\displaystyle {\mathcal {L}}} が大きいとは、次の同値な条件のうちのひとつを満たすときを言う。
- {\displaystyle {\mathcal {L}}} は豊富な直線束と有効な直線束のテンソル積
- 有限生成な次数付き環 {\displaystyle \bigoplus _{k=0}^{\infty }\Gamma (X,{\mathcal {L}}^{\otimes k})} のヒルベルト多項式は、X の次元の次数を持っている。
- 因子の全体の系（英語版） {\displaystyle X\to \mathbb {P} \Gamma (X,{\mathcal {L}}^{\otimes k})} の有理写像は、大きな {\displaystyle k\gg 0} に対し、その像に双有理同値である。この考え方の面白いところは、有理変換に関して安定性を持っていることである。

## 参照項目

### 一般の代数幾何学での豊富性
- カルティエ因子
- 射影空間の代数幾何学（英語版）
- ファノ多様体：反標準直線束が豊富な代数多様体

### 複素幾何学での豊富性
- 正則ベクトルバンドル
- 直線束が豊富であることと、チャーン類がケーラー類であることとは同値
- 小平埋め込み定理: コンパクトな複素多様体に対し、豊富性と正値性は一致する。
- レフシェッツ超平面定理: 複素射影多様体の上の非常に豊富な直線束の研究は強いトポロジカルな情報をもたらす。

### 学習用の参考文献
- Hartshorne, Robin (1977), Algebraic Geometry, Berlin, New York: Springer-Verlag, ISBN 978-0-387-90244-9, MR0463157
- Lazarsfeld, Robert (2004), Positivity in Algebraic Geometry, Berlin: Springer-Verlag
- The slides on ampleness in Vladimir Lazić's Lectures on algebraic geometry

### 研究のための参考文献
- Hartshorne, Robin (1966), “Ample vector bundles”, Publications Mathématiques de l'IHÉS (29):  63–94, ISSN 1618-1913, MR0193092
- Kleiman, Steven L. (1966), “Toward a numerical theory of ampleness”, Annals of Mathematics. Second Series (Annals of Mathematics) 84 (3):  293–344, doi:10.2307/1970447, ISSN 0003-486X, JSTOR 1970447, MR0206009
- Moishezon, B. G. (1964), “A projectivity criterion of complete algebraic abstract varieties”, Izvestiya Akademii Nauk SSSR. Seriya Matematicheskaya 28:  179–224, ISSN 0373-2436, MR0160782
- Nagata, Masayoshi (1959), “On the 14th problem of Hilbert”, American Journal of Mathematics (The Johns Hopkins University Press) 81 (3):  766–772, doi:10.2307/2372927, JSTOR 2372927, MR0154867
- Nakai, Yoshikazu (1963), “A criterion of an ample sheaf on a projective scheme”, American Journal of Mathematics (The Johns Hopkins University Press) 85 (1):  14–26, doi:10.2307/2373180, ISSN 0002-9327, JSTOR 2373180, MR0151461
- Seshadri, C. S. (1972), “Quotient spaces modulo reductive algebraic groups”, Annals of Mathematics. Second Series (Annals of Mathematics) 95 (3):  511–556, doi:10.2307/1970870, ISSN 0003-486X, JSTOR 1970870, MR0309940